# Lento/Veloce
Lento/Veloce è un singolo del cantautore italiano Tiziano Ferro, pubblicato il 21 aprile 2017 come terzo estratto dal sesto album in studio Il mestiere della vita.

## Descrizione
Il testo del brano è stato scritto da Tiziano Ferro, mentre la musica da Emanuele Dabbono (già presente nel precedente singolo Il conforto). È una canzone con strofa R&B-nu soul, beat aggressivo e inciso electro-pop. 
La canzone è stata inoltre adattata in lingua spagnola da Diego Galindo Martínez con il titolo Lento/Veloz ed inserita nell'album El oficio de la vida. Una versione urban del brano in lingua italiana è stata invece inserita nell'edizione speciale dell'album, pubblicata il 10 novembre 2017.

### Apparizioni
Da aprile 2017 il brano Lento/Veloce viene utilizzato come tema musicale dello spot del gelato Cornetto Algida. Vengono realizzati due spot: uno di 30 secondi per la televisione e uno da 3:17 minuti (come la canzone). Emanuele Dabbono, autore della musica, ha dichiarato: 

## Video musicale
Anticipato il 6 maggio 2017 da un'anteprima di 30 secondi trasmessa dal telegiornale TG1, il videoclip è stato pubblicato il giorno seguente attraverso il canale YouTube di Ferro.
Diretto dal regista Gaetano Morbioli e girato ad aprile 2017 a Las Vegas, il video è un omaggio al film Una notte da leoni (2009) e mostra il cantante e altri tre ragazzi vivere una notte di eccessi.

## Tracce
Download digitale
1. Lento/Veloce – 3:19

Download digitale – Lento/Veloce (Remixes)
1. A ti te cuido yo (Lento/Veloz) (feat. Dasoul) – 3:35
2. Lento/Veloz (Max Brigante Remix) – 3:48
3. Lento/Veloz (feat. Shok) (Gianluca Carbone Vs Max Moroldo Remix) – 3:40
4. Lento/Veloz (Gianluca Carbone 96 Remix) – 3:29
5. Lento/Veloz (Wlady & T.N.Y. Remix) – 3:28
6. Lento/Veloz (Ken Holland vs Mess Edit Remix) – 2:45
7. Lento/Veloce (feat. Shok) (Gianluca Carbone vs Max Moroldo Remix) – 3:40
8. Lento/Veloce (Max Brigante Remix) – 3:48
9. Lento/Veloce (Wlady & T.N.Y. Remix) – 3:27
10. Lento/Veloce (Ken Holland vs Mess Edit Remix) – 2:45
11. Lento/Veloce (Gianluca Carbone Remix) – 3:38
12. Lento/Veloz (Ken Holland vs Mess Remix) – 3:40
13. Lento/Veloce (Ken Holland vs Mess Remix) – 3:40

10" – Lento/Veloce (Remixes)
- Lato A

1. A ti te cuido yo (Lento/Veloz) (feat. Dasoul) – 3:36
2. Lento/Veloz (Max Brigante Remix) – 3:48

- Lato B

1. Lento/Veloce (feat. Shok) (Gianluca Carbone vs Max Moroldo Remix) – 3:40
2. Lento/Veloce (Wlady & T.N.Y. Remix) – 3:28
3. Lento/Veloce (Ken Holland vs Mess Edit Remix) – 2:45

## Pubblicazioni
Il 23 giugno 2017 il singolo è stato pubblicato anche in un'edizione digitale denominata Lento/Veloce (Remixes), contenente 13 remix del brano in lingua italiana e spagnola; il 7 luglio è uscito il relativo formato 10" su vinile colorato in edizione limitata (composto da 5 tracce). Il brano di lancio di tale versione è stato A ti te cuido yo (Lento/Veloz), entrato in rotazione radiofonica dal 23 giugno 2017, remixato per l'occasione su base tropical dance ed eseguito in collaborazione con il cantante spagnolo Dasoul.
Sempre nel 2017 Lento/Veloce viene inserito nella raccolta Hot Party Summer 2017.

## Riconoscimenti
Grazie a Lento/Veloce, nell'aprile del 2018 il cantautore si è aggiudicato un Onstage Award per l'Inno Live dell'anno.

## Classifiche

### Classifiche settimanali
| Classifica (2017)         | Posizione massima |
| ------------------------- | ----------------- |
| Italia                    | 17                |
| Italia (airplay italiane) | 1                 |

### Classifiche di fine anno
| Classifica (2017) | Posizione |
| ----------------- | --------- |
| Italia            | 86        |